# Spixworth F.C.
Spixworth F.C. là một câu lạc bộ bóng đá đến từ Spixworth, gần Norwich, Norfolk, Anh, hiện tại đang thi đấu ở Anglian Combination Premier Division trên sân nhà Village Hall.
Trước đây có tên Norwich Union F.C. (đến năm 2008), AFC Norwich (đến năm 2009), và Spixworth United (đến năm 2010) câu lạc bộ vẫn thi đấu ở Anglian Combination từ khi thành lập năm 1964, vô địch Premier Division một lần duy nhất ở mùa giải 1988–89.
Câu lạc bộ thi đấu ở FA Vase trong hai mùa giải cuối thập niên 1970, nhưng không thắng bất kì trận nào trong 2 lần tham gia này.